# Nehypochthonius yanoi
Nehypochthonius yanoi är en kvalsterart som beskrevs av Aoki 2002. Nehypochthonius yanoi ingår i släktet Nehypochthonius och familjen Nehypochthoniidae. Inga underarter finns listade i Catalogue of Life.